# Noegus coccineus
Noegus coccineus är en spindelart som beskrevs av Simon 1900. Noegus coccineus ingår i släktet Noegus och familjen hoppspindlar. Inga underarter finns listade i Catalogue of Life.